# Distington
Distington – wieś w Anglii, w Kumbrii, w dystrykcie (unitary authority) Cumberland. Leży 51 km na południowy zachód od miasta Carlisle i 413 km na północny zachód od Londynu. W 2001 miejscowość liczyła 2247 mieszkańców.